# Presidenti della Lombardia
I presidenti della giunta regionale dal 1970 al 1995 erano eletti dal consiglio regionale. Dal 1995 l'elezione del presidente della Regione avviene per suffragio universale e diretto.

## Elenco
| Nº                                           | Presidente (Nascita-Morte) | Presidente (Nascita-Morte) | Presidente (Nascita-Morte)       | Partito                            | Giunta                           | Composizione                       | Composizione                               | Mandato        | Mandato          | Legislatura     |
| Nº                                           | Presidente (Nascita-Morte) | Presidente (Nascita-Morte) | Presidente (Nascita-Morte)       | Partito                            | Giunta                           | Composizione                       | Composizione                               | Inizio         | Fine             | Legislatura     |
| -------------------------------------------- | -------------------------- | -------------------------- | -------------------------------- | ---------------------------------- | -------------------------------- | ---------------------------------- | ------------------------------------------ | -------------- | ---------------- | --------------- |
| 1                                            |                            |                            | Piero Bassetti (1928-)           | Democrazia Cristiana               | Bassetti                         |                                    | Centro-sinistra "organico" DC-PSI-PSDI-PRI | 29 luglio 1970 | 27 giugno 1974   | I (1970)        |
| 2                                            |                            |                            | Cesare Golfari (1932-1994)       | Democrazia Cristiana               | Golfari I                        |                                    | DC-PSI-PSDI-PRI                            | 27 giugno 1974 | 17 giugno 1975   | I (1970)        |
| 2                                            | Golfari II                 |                            | Cesare Golfari (1932-1994)       | Democrazia Cristiana               | DC-PSI-PSDI-PRI                  | 17 giugno 1975                     | 1º ottobre 1979                            | II (1975)      |                  |                 |
| 3                                            |                            |                            | Giuseppe Guzzetti (1934-)        | Democrazia Cristiana               | Guzzetti I                       |                                    | DC-PSI-PSDI-PRI                            | II (1975)      | 1º ottobre 1979  | 10 giugno 1980  |
| 3                                            | Guzzetti II                |                            | Giuseppe Guzzetti (1934-)        | Democrazia Cristiana               | DC-PSI-PSDI-PRI-PLI              | 10 giugno 1980                     | 14 maggio 1985                             | III (1980)     |                  |                 |
| 3                                            | Guzzetti III               |                            | Giuseppe Guzzetti (1934-)        | Democrazia Cristiana               | Pentapartito DC-PSI-PSDI-PRI-PLI | 14 maggio 1985                     | 17 luglio 1987                             | IV (1985)      |                  |                 |
| 4                                            |                            |                            | Bruno Tabacci (1946-)            | Democrazia Cristiana               | Tabacci                          |                                    | DC-PSI-PSDI-PRI-PLI                        | IV (1985)      | 17 luglio 1987   | 31 gennaio 1989 |
| 5                                            |                            |                            | Giuseppe Giovenzana (1940-)      | Democrazia Cristiana               | Giovenzana I                     |                                    | DC-PSI-PSDI-PRI-PLI                        | IV (1985)      | 31 gennaio 1989  | 7 maggio 1990   |
| 5                                            | Giovenzana II              |                            | Giuseppe Giovenzana (1940-)      | Democrazia Cristiana               | DC-PSI-PSDI-PRI-PLI              | 7 maggio 1990                      | 12 dicembre 1992                           | V (1990)       |                  |                 |
| 6                                            |                            |                            | Fiorella Ghilardotti (1946-2005) | Partito Democratico della Sinistra | Ghilardotti                      |                                    | PDS-FdV-PSDI-PLI                           | V (1990)       | 12 dicembre 1992 | 3 giugno 1994   |
| 7                                            |                            |                            | Paolo Arrigoni (1957-2022)       | Lega Nord                          | Arrigoni                         |                                    | PPI-LN-PSI                                 | V (1990)       | 3 giugno 1994    | 27 giugno 1995  |
| Presidenti direttamente eletti dai cittadini |                            |                            |                                  |                                    |                                  |                                    |                                            |                |                  |                 |
| 8                                            |                            |                            | Roberto Formigoni (1947-)        | Cristiani Democratici Uniti        | Formigoni I                      |                                    | Polo per le Libertà FI-AN-CCD-CDU          | 27 giugno 1995 | 16 aprile 2000   | VI (1995)       |
| 8                                            |                            | Forza Italia               | Roberto Formigoni (1947-)        | Formigoni II                       |                                  | Casa delle Libertà FI-LN-AN-UDC-PP | 16 aprile 2000                             | 5 aprile 2005  | VII (2000)       |                 |
| 8                                            | Formigoni III              | Forza Italia               | Roberto Formigoni (1947-)        |                                    | FI-LN-AN-UDC                     | 5 aprile 2005                      | 21 aprile 2010                             | VIII (2005)    |                  |                 |
| 8                                            |                            | Il Popolo della Libertà    | Roberto Formigoni (1947-)        | Formigoni IV                       |                                  | PdL-LN                             | 21 aprile 2010                             | 18 marzo 2013  | IX (2010)        |                 |
| 9                                            |                            |                            | Roberto Maroni (1955-2022)       | Lega Nord                          | Maroni                           |                                    | LN-PdL-FdI-PP                              | 18 marzo 2013  | 26 marzo 2018    | X (2013)        |
| 10                                           |                            |                            | Attilio Fontana (1952-)          | Lega                               | Fontana I                        |                                    | LSP-FI-FdI-NcI-UDC-EpI                     | 26 marzo 2018  | 10 marzo 2023    | XI (2018)       |
| 10                                           | Fontana II                 |                            | Attilio Fontana (1952-)          | Lega                               | FdI-LSP-FI-NM                    | 10 marzo 2023                      | in carica                                  | XII (2023)     |                  |                 |

## Presidenti per durata complessiva
| N. | Presidente           | Giorni in carica |
| -- | -------------------- | ---------------- |
| 1  | Roberto Formigoni    | 6474             |
| 2  | Giuseppe Guzzetti    | 2846             |
| 3  | Attilio Fontana      | 2704             |
| 4  | Cesare Golfari       | 1922             |
| 5  | Roberto Maroni       | 1834             |
| 6  | Piero Bassetti       | 1429             |
| 7  | Giuseppe Giovenzana  | 1411             |
| 8  | Bruno Tabacci        | 564              |
| 9  | Fiorella Ghilardotti | 538              |
| 10 | Paolo Arrigoni       | 389              |